# Rodrigo Paz Pereira
Rodrigo Paz Pereira, né le 22 septembre 1967 à Saint-Jacques-de-Compostelle (Galice, Espagne), est un homme politique bolivien, membre du Parti démocrate-chrétien. Fils de l'ancien président Jaime Paz Zamora, il arrive en tête du premier tour des élections générales boliviennes de 2025.
Originaire du département de Tarija, il occupe, au cours de sa carrière politique, les fonctions de député et de sénateur pour cette région et de maire de la capitale départementale, Tarija.

## Biographie

### Jeunesse
Rodrigo Paz Pereira naît le 22 septembre 1967 à Saint-Jacques-de-Compostelle, en Galice (Espagne), de l'union de Carmen Pereira Carballo et de Jaime Paz Zamora, fondateur du Mouvement de la gauche révolutionnaire (MIR) forcé à l'exil politique sous la dictature de Hugo Banzer Suárez, et qui deviendra président de la République de 1989 à 1993. Il est aussi le cousin de Víctor Paz Estenssoro, président de la Bolivie à trois reprises (1952-1956, 1960-1964 et 1985-1989). Paz Pereira passera son enfance et son adolescence dans différents pays, au sein desquels il reçoit une éducation jésuite. Il se rend pour la première fois en Bolivie en 1982 lors du rétablissement de la démocratie dans le pays. Sa famille est originaire du département de Tarija, une région du sud du pays. Par la suite, il poursuit des études à l'Université américaine de Washington, d'où il sort diplômé en économie, relations internationales et gestion politique.

### Carrière politique

#### Député
Rodrigo Paz Pereira fait ses débuts dans la politique bolivienne en 2002 en étant élu à la Chambre des députés dans une circonscription du département de Tarija pour le Mouvement de la gauche révolutionnaire (MIR) de son père, un parti qui, malgré son nom, est idéologiquement social-démocrate. Il représente ce département jusqu'en 2010.

#### Maire de Tarija
Lors des élections infranationales de 2010, il quitte le MIR et se joint à l'Union pour le renouvellement (UNIR), un autre parti centriste, et est élu conseiller municipal de la ville de Tarija, poste qui lui permettra d'être désigné président du conseil municipal de la ville. Lors des élections infranationales de 2015, il est élu maire de Tarija pour la bannière de l'UNIR. 
En raison de la crise politique de 2019, les mandats des élus départementaux et municipaux sont prolongés pour une année au début de l'année 2020, Paz Pereira annonce cependant démissionner de son poste de maire le 20 octobre 2020 pour se présenter à l'Assemblée législative plurinationale à titre de sénateur. Le 24 octobre 2020, sa démission est déclarée valide par le conseil municipal.

#### Sénateur
À la suite des élections générales de 2020, Paz Pereira fait son entrée à la Chambre des sénateurs, chambre haute de l'Assemblée législative plurinationale, comme sénateur du département de Tarija pour la Communauté civique, coalition fondée par l'ancien président Carlos Mesa.

#### Élections générales de 2025
Rodrigo Paz est candidat à l'élection présidentielle bolivienne de 2025 pour le Parti démocrate-chrétien. Lors du scrutin, après une campagne populiste, il déjoue les sondages et arrive en première position avec un peu plus de 31 % des voix. Il se qualifie pour le second tour face à Jorge Quiroga Ramírez. Samuel Doria Medina, arrivé troisième, lui apporte son soutien.
Durant sa campagne, menée avec une grande sobriété par rapport aux moyens déployés par deux autres candidats de la droite, il se présente comme une figure alternative au système politique traditionnel. Il arrive ainsi à rallier une partie de l'électorat traditionnel du MAS, l'ancien parti au pouvoir, car il n'a pas l'image d'un opposant. 

## Positions politiques
Il défend avant tout un « capitalisme pour tous » censé garantir aux Boliviens d'emprunter de l'argent à des taux très bas. Il souhaite également des baisses d'impôts et des taux douaniers et revendique s'inspirer du président argentin Javier Milei dans sa volonté de « rapatrier les fonds boliviens à l'étranger dans le pays sans pénalisation fiscale ». Enfin, il veut « investir dans l'éducation sur le modèle jésuite ». Il s'oppose en revanche à tout accord avec le Fonds monétaire international (FMI). Pour Diego von Vacano, professeur en sciences politiques à l'université A&M du Texas, Rodrigo Paz est tout comme l'était son père un « caméléon politique », dont « l'idéologie ne se situe pas aisément sur l'échiquier politique ».